# Guayubín
Guayubín is een gemeente (37.500 inwoners) in de provincie Monte Cristi in de Dominicaanse Republiek en is na de hoofdstad Monte Cristi de grootste gemeente in deze provincie.
Hier is Gaspar Polanco Borbón geboren, die in de strijd tegen de Haïtiaanse overheersing een grote militaire rol heeft gespeeld. Hij is ook 3 maanden president geweest van de schaduwregering in de tijd van de Restauratie van de onafhankelijkheid van de Dominicaanse Republiek van 10 oktober 1864 tot 23 januari 1865.
Jaarlijkse worden van 1 augustus tot ongeveer 10 augustus festiviteiten gehouden waar ze de dag van hun heilige San Lorenzo vieren, zoals in elke plaats op de dag van de patroonheilige. Elk feest is gevuld met veel muziek en activiteiten, zoals softbal, volleybal en honkbal toernooien. Er zijn optredens van erkende kunstenaars en cabaretiers, evenals jeugdcriminaliteit waarbij een trio van koninginnen wordt gekozen, door de bewoners of het organiserend comité, en voor elke koningin hun aanhang zoals; een prins, vicekoningin, prinses, ambassadeur en zo voorts. De hele stoet wordt op (luxe) open auto's door de regio gereden en heeft veel bekijks.

## Bestuurlijke indeling
De gemeente bestaat uit vier gemeentedistricten (distrito municipal):
Cana Chapetón, Guayubín, Hatillo Palma, Villa Elisa.

## Geboren
- Gaspar Polanco Borbón (1818-1867), president van de Dominicaanse Republiek